# Shendi
Shendi är en stad i norra Sudan med drygt 64 000 invånare (2009). Staden ligger på Nilens östra strand 15 mil nordöst om Khartoum och runt 45 km sydväst om den antika staden Meroë. 
Historiskt har Shendi varit ett viktigt handelscenter. Vägnätet är dock dåligt utbyggt och järnvägsstationen används inte längre för persontrafik, endast för godstransporter. Shendi är nu handelscenter främst för varor från de näraliggande jordbruken.